# Clavimyia alticola
Clavimyia alticola är en tvåvingeart som beskrevs av Lindner 1924. Clavimyia alticola ingår i släktet Clavimyia och familjen vapenflugor.
Artens utbredningsområde är Peru. Inga underarter finns listade i Catalogue of Life.